# أوبريت بساط الفقر
أوبريت بساط الفقر يحكي الأوبريت قصة ثلاثة أشخاص يتقدمون لخطبة فتاة أحدهم غني والأخر جميل والذي وافقت عليه فقير ولا يملك سوى بساط الفقر، فيسافرون به إلى العراق وإلى مصر ومضارب بني عبس (حيث يكونون عنتر وعبلة) وإلى لبنان فالهند وهناك في الهند يسرق البساط فلا يتمكن الأبطال من العودة إلى بلادهم.

## بطولة
- عبدالحسين عبدالرضا[2]
- سعاد عبد الله
- إبراهيم الصلال
- محمد جابر

## وصلات خارجية
- بساط الفقر على يوتيوب